# Coutinho
Coutinho ist als Verkleinerungsform von Couto ein portugiesischer Familienname.

## Namensträger

### Familienname
- Afrânio Coutinho (1911–2000), brasilianischer Literaturkritiker und Autor
- Andrey Coutinho (* 1990), brasilianischer Fußballspieler
- António Rosa Coutinho (1926–2010), portugiesischer Admiral und Politiker
- António Xavier Pereira Coutinho (1851–1939), portugiesischer Botaniker und Landwirt
- Bruno Coutinho Martins (Bruno; * 1986), brasilianischer Fußballspieler
- Carlos Nelson Coutinho (1943–2012), brasilianischer Philosoph
- Claire Coutinho (* 1985), britische Politikerin (Conservative Party), Mitglied des House of Commons und Ministerin
- Cláudio Coutinho (1939–1981), brasilianischer Fußballtrainer
- Diego Coutinho (* 1977), portugiesischer Rugby-Union-Spieler
- Domingos de Sousa Coutinho (1896–1984), portugiesischer Springreiter
- Douglas Coutinho (* 1994), brasilianischer Fußballspieler
- Eduardo Coutinho (1933–2014), brasilianischer Filmproduzent, Regisseur
- Elsimar M. Coutinho (1930–2020), brasilianischer Mediziner
- Fortunato da Veiga Coutinho (1920–1967), indischer Geistlicher, römisch-katholischer Bischof von Belgaum
- Francisco Coutinho († 1564), portugiesischer Adliger, Militär und 8. Vizekönig des Estado da India (Portugiesisch-Indien) (1561–1564)
- Gago Coutinho (1869–1959), portugiesischer Admiral, Flugpionier und Autor
- Geisa Aparecida Coutinho (* 1980), brasilianische Sprinterin
- Germán Coutinho (* 1970), uruguayischer Politiker
- Gino Coutinho (* 1982), niederländischer Fußballtorhüter
- João Carlos Coutinho Carino (1960), brasilianischer Musiker und Produzent
- José Bezerra Coutinho (1910–2008), römisch-katholischer Bischof von Estância in Brasilien
- Matthew Marcel Coutinho SDB (* 1961), indischer Geistlicher
- Philippe Coutinho (* 1992), brasilianischer Fußballspieler
- Rogério de Assis Silva Coutinho (* 1987), brasilianischer Fußballspieler
- Santino Maria da Silva Coutinho (1868–1939), brasilianischer Geistlicher, römisch-katholischer Bischof von Maceió
- Vasco Fernandes Coutinho (1490–1561), Gründer des brasilianischen Bundesstaates Espirito Santo
- Victor Hugo de Azevedo Coutinho (1871–1955), portugiesischer Ministerpräsident

### Künstlername
- Coutinho (Fußballspieler, 1943) (Antônio Wilson Vieira Honório; 1943–2019), brasilianischer Fußballspieler (FC Santos), Weltmeister

## Sonstiges
- Estádio Giulite Coutinho, Fußballstadion in Mesquita, Rio de Janeiro, Brasilien
- Vila Coutinho, der alte Name der mosambikanischen Stadt Ulongué